# Руусмяэ
Ру́усмяэ (эст. Ruusmäe), ранее также Ро́гози (эст. Rogosi) и Ру́смяэ — деревня в волости Рыуге уезда Вырумаа, Эстония.
До административной реформы местных самоуправлений Эстонии 2017 года входила в состав волости Пихтла (упразднена).

## География и описание
Расположена в 21 км к югу от уездного центра — города Выру. Высота над уровнем моря — 247 метров.
На территории деревни расположены несколько озёр, в частности, Руусмяэ и Хярмяйярв.
Климат умеренный. Официальный язык — эстонский. Почтовые индексы: 45102, 45048 (до востребования).

## Население
По данным переписи населения 2021 года, в Руусмяэ насчитывалось 148 жителей, из них 142 (97,3 %) — эстонцы.
По данным переписи населения 2011 года, в деревне проживали 166 человек, из них 164 (98,8 %) — эстонцы.
Численность населения деревни Руусмяэ по данным переписей населения:
| Год  | 1959 | 1970  | 1979  | 1989  | 2000  | 2011  | 2021  |
| ---- | ---- | ----- | ----- | ----- | ----- | ----- | ----- |
| Чел. | 171  | ↗ 183 | ↗ 231 | ↗ 277 | ↘ 203 | ↘ 164 | ↘ 148 |

## История
Населённый пункт, долгое время носивший название Рогози, в 1938 году был назван Руусмяэ в связи с тем, что, волость Лайтсна-Рогози (эст. Laitsna-Rogosi vald) была переименована в волость Руусмяэ (эст. Ruusmäe vald). Поселение Руусмяэ получило официальный статус деревни в 1977 году. Прежнее название Рогози, которое применяется сегодня и к мызе (имению) Рогозинский (на военно-топографических картах Российской империи (1846—1880 годы), в состав которой входила Лифляндская губерния, мыза обозначена как мз. Рогазинскiй), произошло от фамилии Станислава Рогозинского, который был владельцем этой мызы в начале XVII века. Первое упоминание о мызе относится к 1603 году.
В 1949 году на находящейся на территории деревни братской могиле советских воинов, павших во Второй мировой войне (исторический памятник с 1997 до 2023 года) был установлен памятник с надписью «Вечная слава героям, павшим в боях за свободу и независимость нашей Родины 1941—1945». Рабочая группа по советским памятникам при Госканцелярии Эстонии в своём протоколе от 30 ноября 2022 года признала этот памятник «красным монументом», подлежащим демонтажу с перезахоронением останков на кладбище. Памятник был демонтирован весной 2023 года и заменён на т. н. «нейтральный», останки не перезахоронены (см. Список советских военных памятников Эстонии).

## Инфраструктура
В Руусмяэ работают:
- детский сад[21];
- народный дом[22];
- отделение волостной библиотеки[23];
- молодёжный клуб[24];
- магазин торговой сети «Coop»[эст.][25].

До 2020 года в деревне, в мызном здании, работала основная школа.
В деревне действует приход Эстонской методистской церкви.

## Достопримечательности
- Мыза Рогазинский (Рогози)[28][29];
- музей краеведения на мызе Рогози[30];
- парк Руусмяэ[28][29].

## Галерея

Деревня Руусмяэ
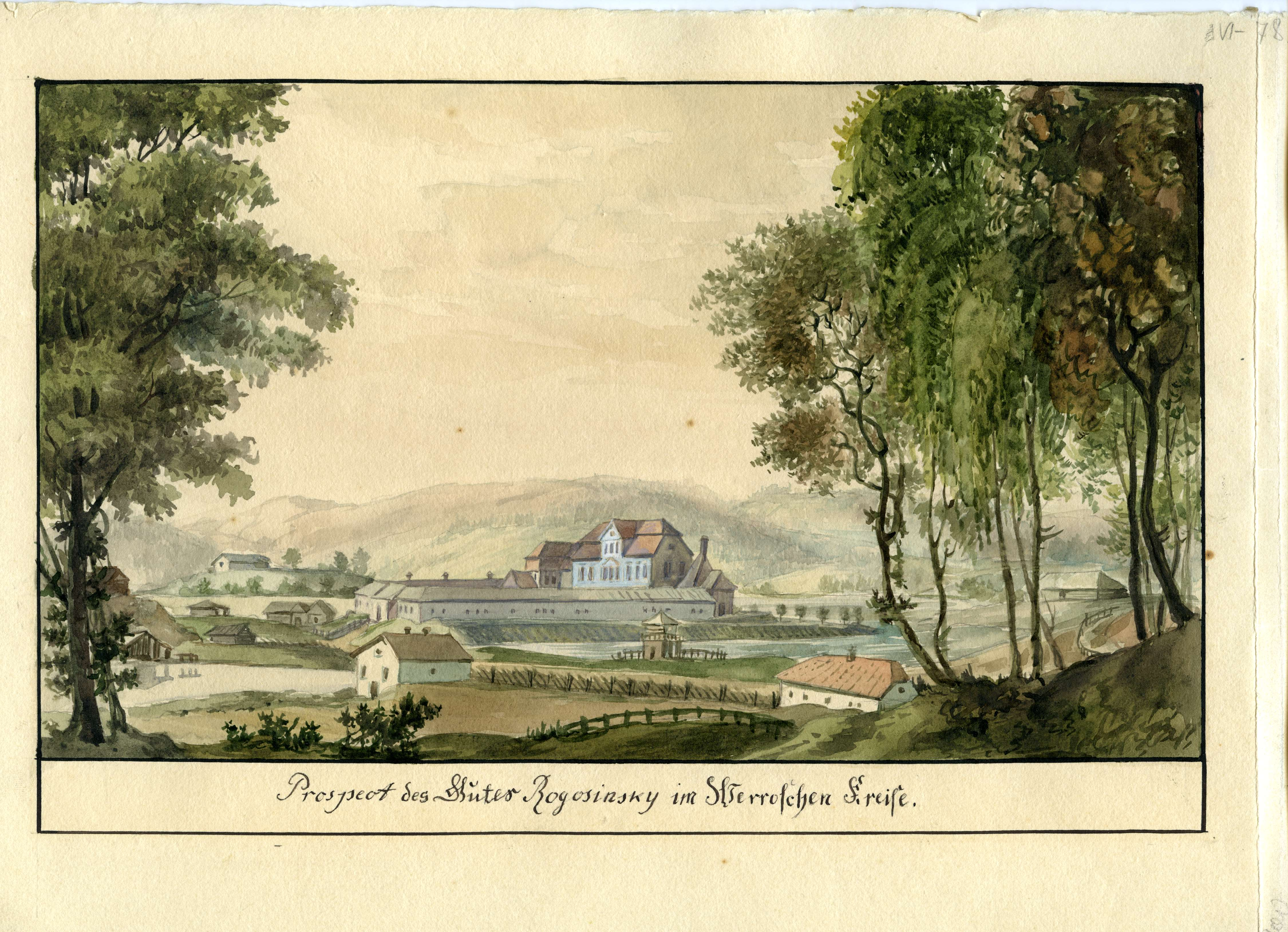
Мыза Рогазинский (Рогози) в 1795 году (рисунок И. Бротце)
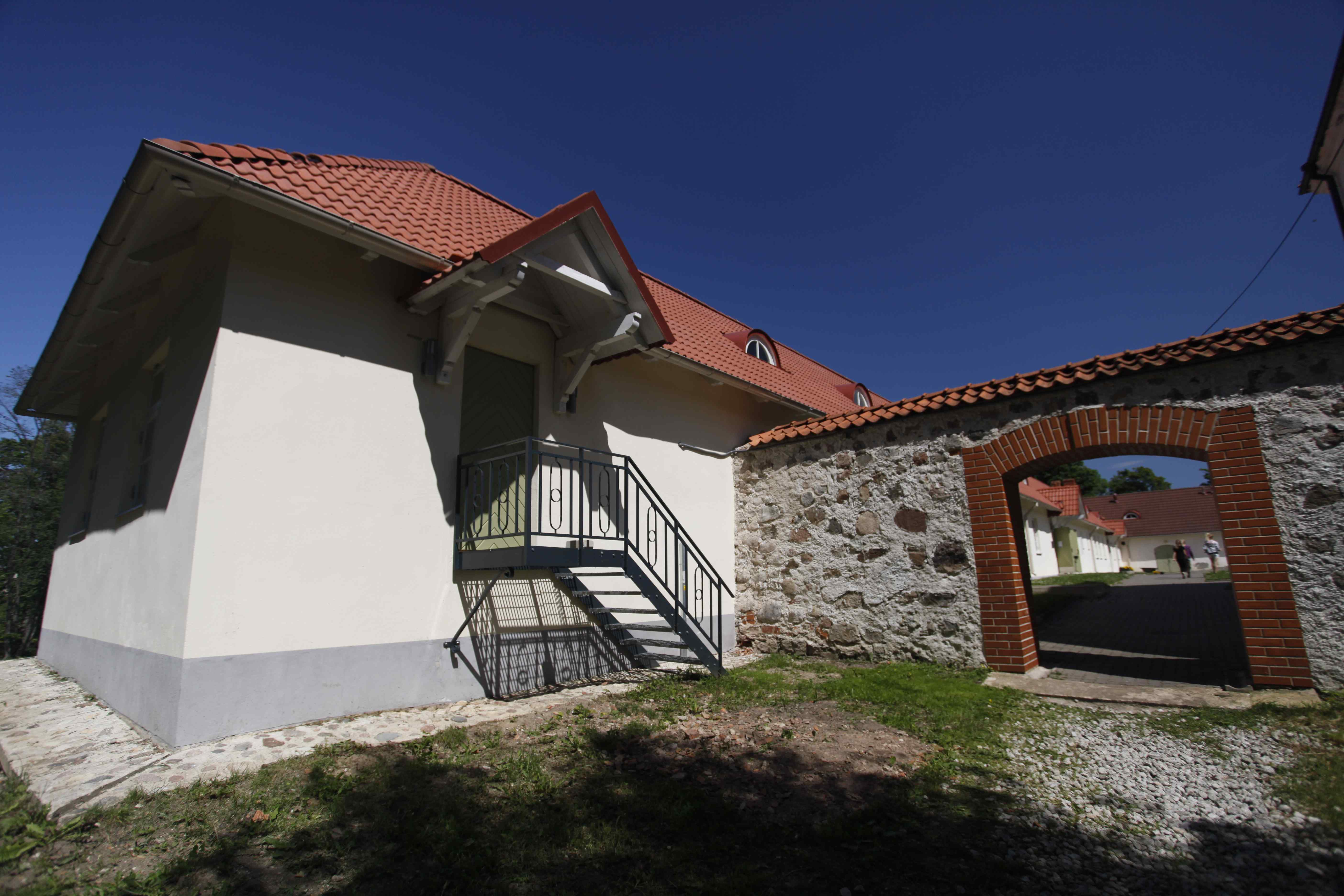
Строения мызы Рогазинский (Рогози)
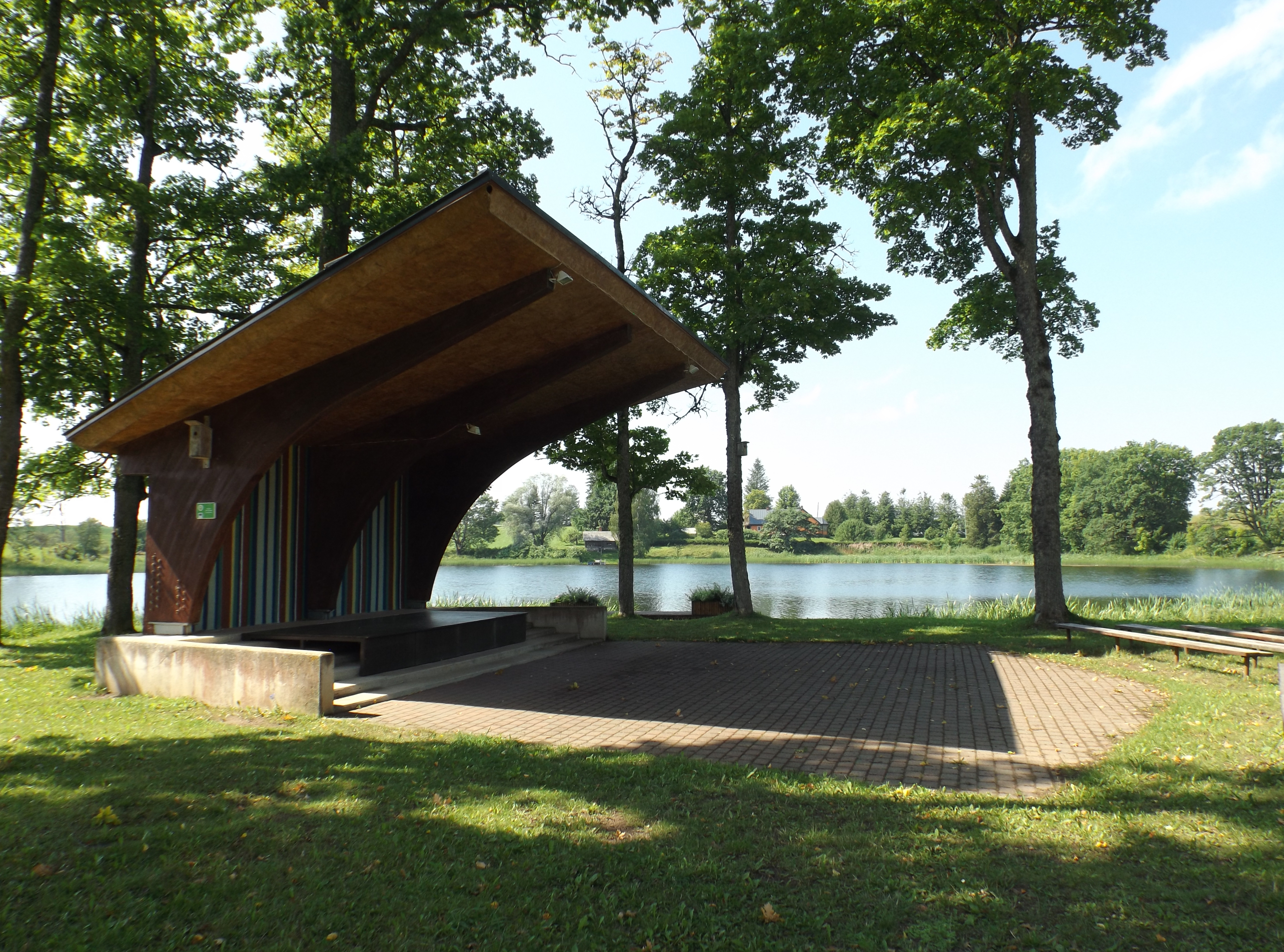
Певческая эстрада
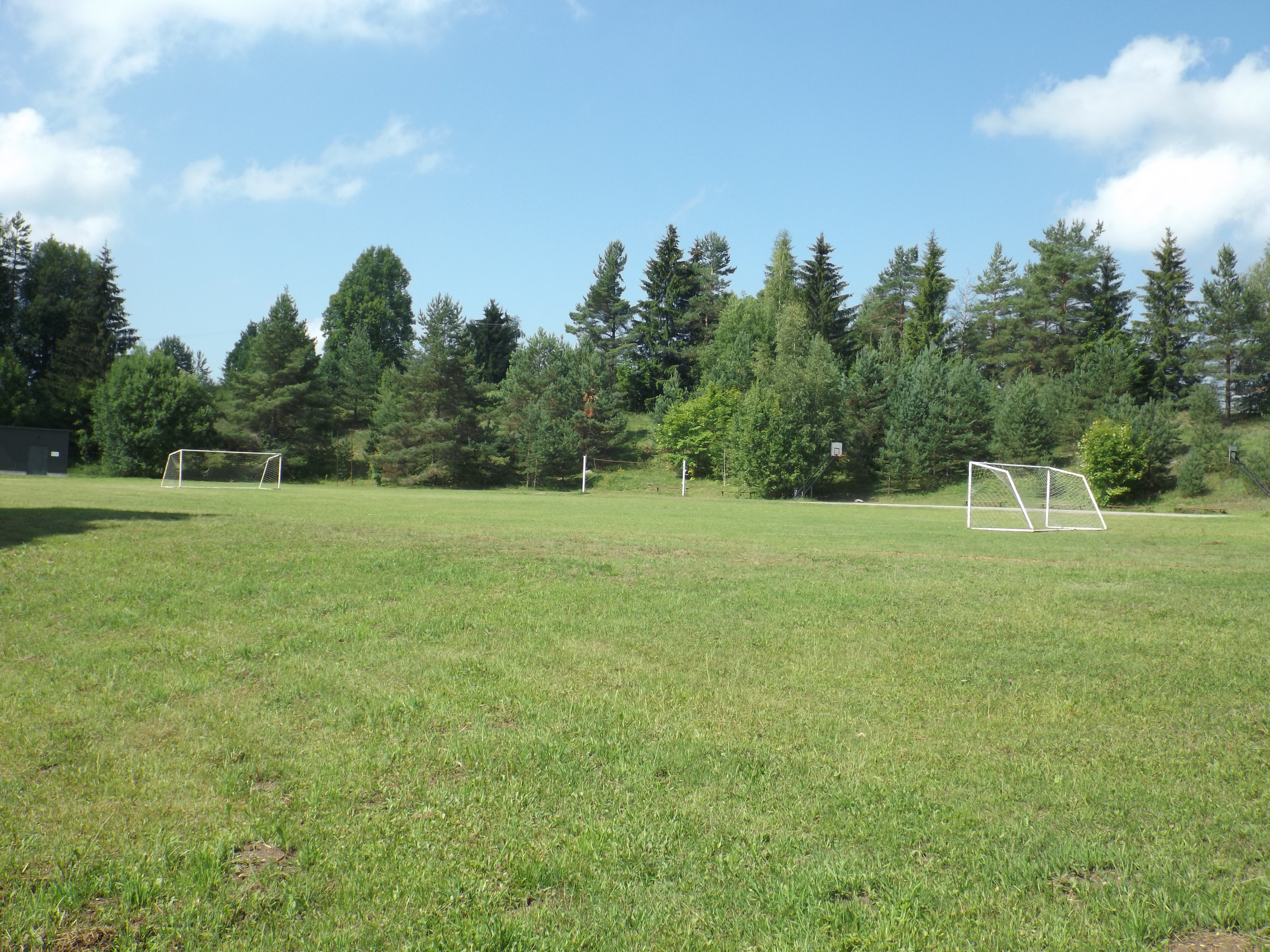
Спортплощадка
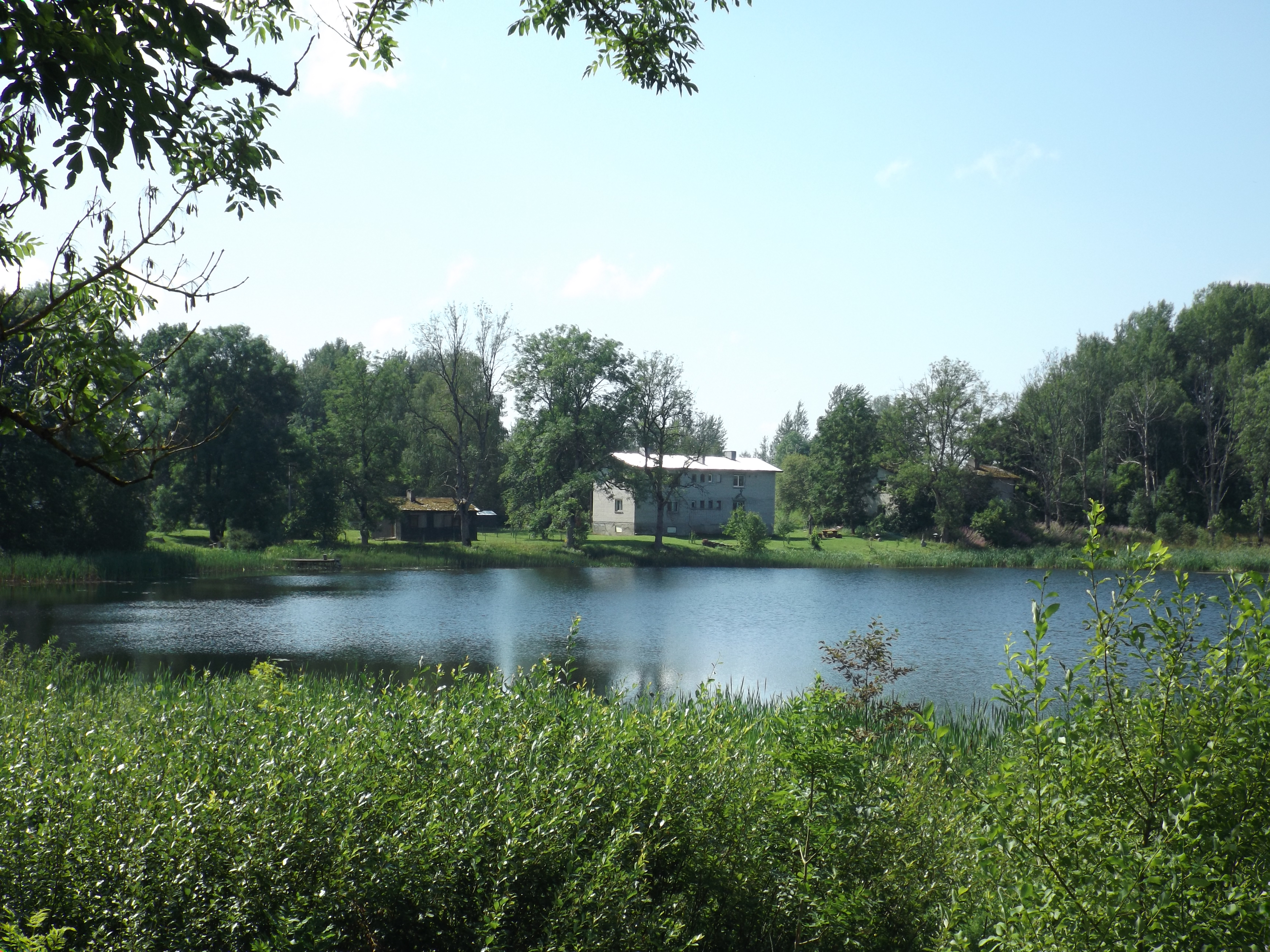
Квартирный дом на берегу озера Руусмяэ
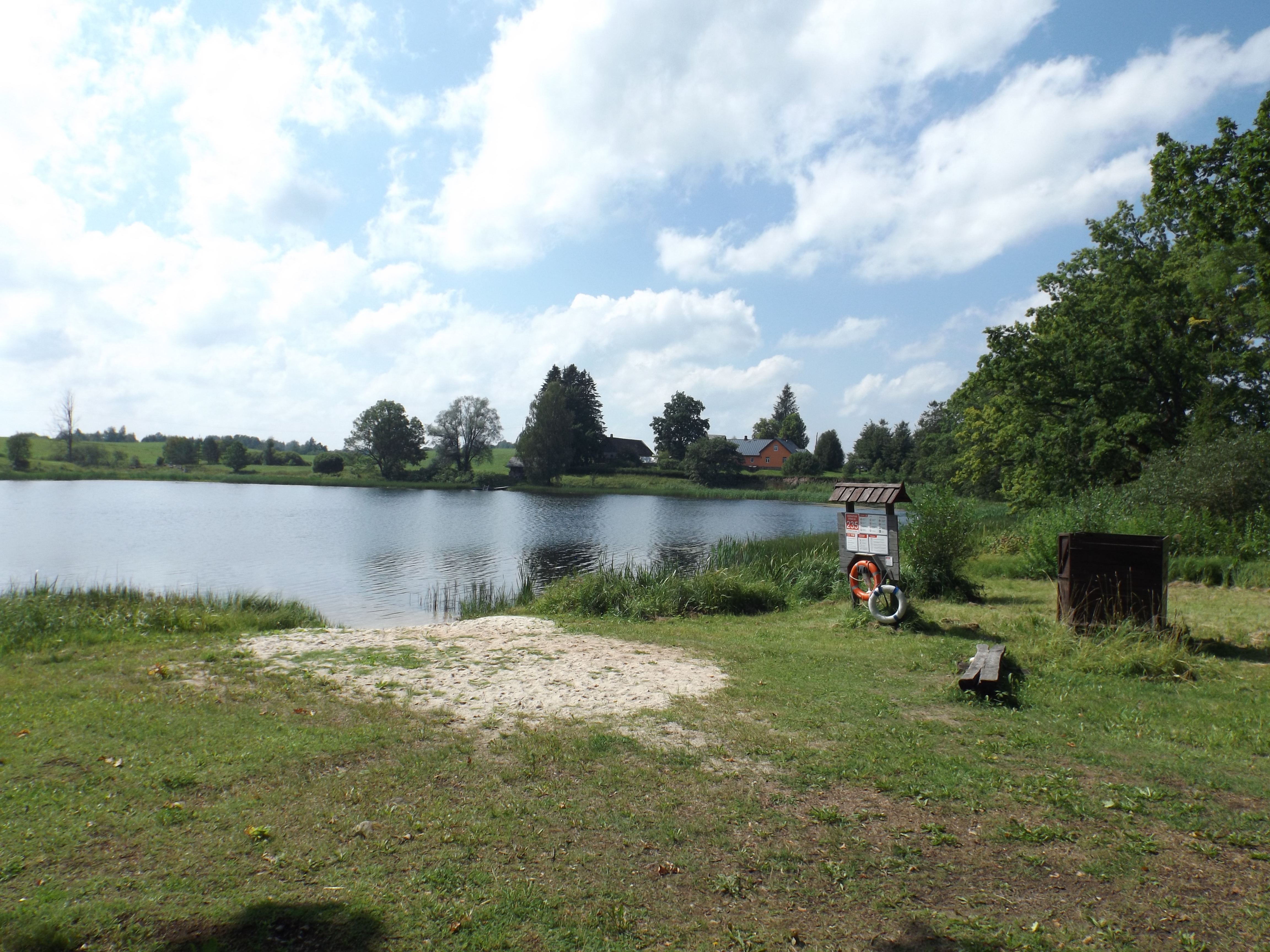
Место для купания на озере Руусмяэ
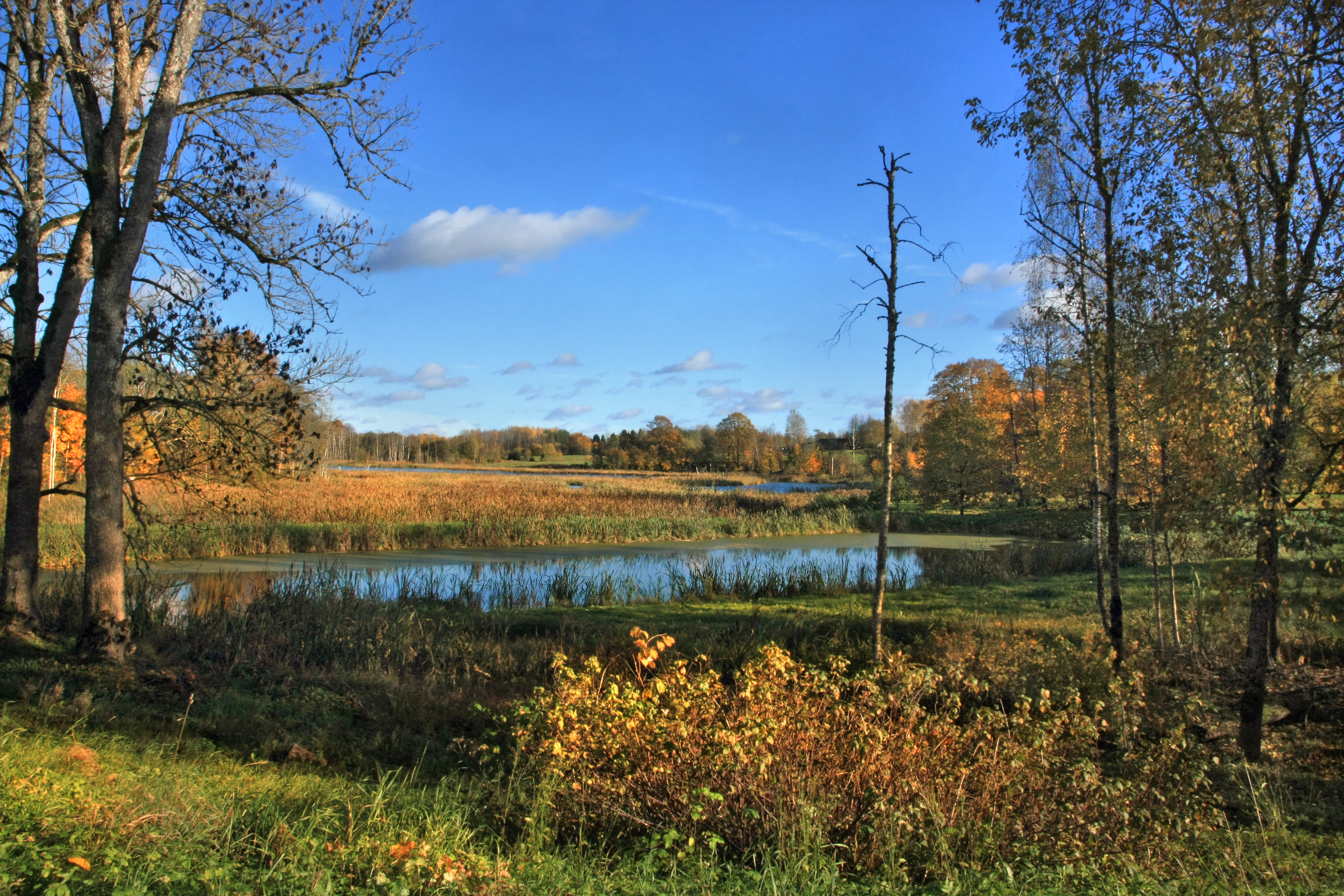
Берег озера Хярмаярв
Советский памятник на братской могиле павших во II мировой войне. Демонтирован в 2023 году
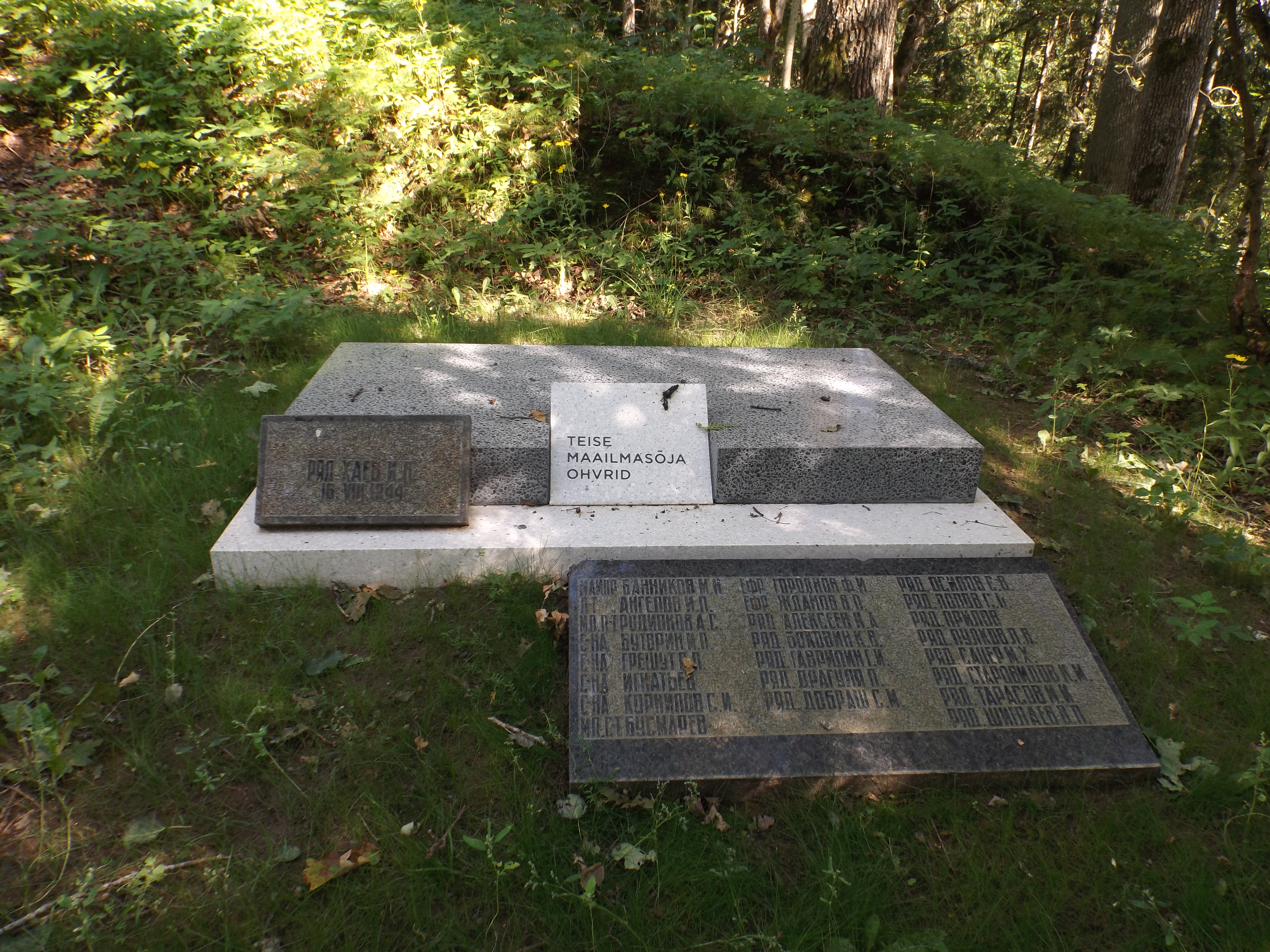
Новое («нейтральное») оформление братской могилы советских воинов, август 2023 года